# Гейтвей (Флорида)
Гейтвей (англ. Gateway) — переписна місцевість (CDP) в США, в окрузі Лі штату Флорида. Населення — 10 376 осіб (2020).

## Географія
Гейтвей розташований за координатами 26°34′54″ пн. ш. 81°44′42″ зх. д. / 26.58167° пн. ш. 81.74500° зх. д. (26.581637, -81.744886).  За даними Бюро перепису населення США в 2010 році переписна місцевість мала площу 15,90 км², з яких 14,63 км² — суходіл та 1,27 км² — водойми.

## Демографія
Згідно з переписом 2010 року, у переписній місцевості мешкала 8401 особа в 3162 домогосподарствах у складі 2441 родини. Густота населення становила 528 осіб/км².  Було 4108 помешкань (258/км²).
Расовий склад населення:
| - 87,9 % — білих - 5,0 % — чорних або афроамериканців - 3,1 % — азіатів - 0,2 % — корінних американців - 1,6 % — осіб інших рас |

До двох чи більше рас належало 2,3 %. Частка іспаномовних становила 11,2 % від усіх жителів.
За віковим діапазоном населення розподілялося таким чином: 26,8 % — особи молодші 18 років, 60,2 % — особи у віці 18—64 років, 13,0 % — особи у віці 65 років та старші. Медіана віку мешканця становила 39,4 року. На 100 осіб жіночої статі у переписній місцевості припадало 97,2 чоловіків;  на 100 жінок у віці від 18 років та старших — 93,0 чоловіків також старших 18 років.
Середній дохід на одне домашнє господарство  становив 100 662 долари США (медіана — 82 857), а середній дохід на одну сім'ю — 121 805 доларів (медіана — 115 088). За межею бідності перебувало 7,2 % осіб, у тому числі 7,2 % дітей у віці до 18 років та 5,7 % осіб у віці 65 років та старших.
Цивільне працевлаштоване населення становило 3737 осіб. Основні галузі зайнятості: освіта, охорона здоров'я та соціальна допомога — 27,2 %, мистецтво, розваги та відпочинок — 16,3 %, науковці, спеціалісти, менеджери — 12,3 %, роздрібна торгівля — 11,8 %.